# Flying Get
Flying Get é o 22º single do grupo feminino japonês AKB48.
A música se tornou o primeiro single na história a estrear na Oricon com mais de 1 milhão de cópias vendidas (1.025.952 cópias somente no dia do lançamento), vencendo o 53º Japan Record Awars na categoria "Melhor Música do Ano".
Este é o 3º single do álbum 1830m e teve duas versões do clipe. A primeira é a versão Drama com 18 minutos, e segue o mesmo estilo dos filmes chineses de artes marciais. A versão que pode ser vista no YouTube é a Dance com a performance da música apenas com coreografia.